# نورث هورنيل (نيويورك)
نورث هورنيل (بالإنجليزية: North Hornell, New York)‏ هي منطقة سكنية تقع في الولايات المتحدة في مقاطعة ستوبين، نيويورك. يقدر عدد سكانها بـ 851 نسمة ومساحتها 1.4 كم2 وترتفع عن سطح البحر 355 متر.

## التركيبة السكانية
حدّد مكتب تعداد الولايات المتحدة بيانات التركيبة السكانية لنورث هورنيل في تعداد الولايات المتحدة. في ما يلي، التركيبة السكانية حسب تعدادي 2000 و2010.

### تعداد عام 2000
بلغ عدد سكان نورث هورنيل 851 نسمة بحسب تعداد عام 2000، وبلغ عدد الأسر 303 أسرة وعدد العائلات 211 عائلة مقيمة في القرية. في حين سجلت الكثافة السكانية 670.1 نسمة لكل كيلومتر مربع (1,735.6/ميل2). وبلغ عدد الوحدات السكنية 324 وحدة بمتوسط كثافة قدره 255.1 لكل كيلومتر مربع (660.7/ميل2).
وتوزع التركيب العرقي للقرية بنسبة 97.06% من البيض و0.47% من الأمريكيين الأفارقة و1.88% من الأمريكيين ذوي الأصول الآسيوية و0.12% من الأعراق الأخرى و0.47% من عرقين مختلطين أو أكثر و1.06% من الهسبانيون أو اللاتينيون من أي عرق.
بلغ عدد الأسر 303 أسرة كانت نسبة 31.4% منها لديها أطفال تحت سن الثامنة عشر تعيش معهم، وبلغت نسبة الأزواج القاطنين مع بعضهم البعض 55.4% من أصل المجموع الكلي للأسر، ونسبة 7.6% من الأسر كان لديها معيلات من الإناث دون وجود شريك، بينما كانت نسبة 6.6% من الأسر لديها معيلون من الذكور دون وجود شريكة وكانت نسبة 30.4% من غير العائلات. تألفت نسبة 26.1% من أصل جميع الأسر من عدة أفراد يعيشون في نفس المنزل ونسبة 16.8% كانت تتألف من شخص يعيش بمفرده يبلغ من العمر 65 عاماً أو أكثر. وبلغ متوسط حجم الأسرة المعيشية 2.39، أما متوسط حجم العائلات فبلغ 2.88.
بلغ العمر الوسطي للسكان 48.3 عاماً. وكانت نسبة 19.6% من القاطنين تحت سن الثامنة عشر، وكانت نسبة 4.7% بين الثامنة عشر والرابعة والعشرين عاماً، ونسبة 20.1% كانت واقعةً في الفئة العمرية ما بين الخامسة والعشرين والرابعة والأربعين عاماً، ونسبة 21.9% كانت ما بين الخامسة والأربعين والرابعة والستين، ونسبة 18.8% كانت ضمن فئة الخامسة والستين عاماً فما فوق. يوجد لكل 100 أنثى 89.0 ذكر، ويوجد لكل 100 أنثى في الثامنة عشر من عمرها فما فوق 85.7 ذكر.
بلغ متوسط دخل الأسرة في القرية 48,571 دولارًا، أما متوسط دخل العائلة فبلغ 61,125 دولارًا. وكان متوسط دخل الذكور 42,000 دولارًا مقابل 23,125 دولارًا للإناث. وسجل دخل الفرد الخاص بالقرية 24,825 دولارًا. وكانت نسبة 3.4% من العائلات ونسبة 6.5% من السكان تحت خط الفقر، وكان من هؤلاء نسبة 5.5% تحت سن الثامنة عشر ونسبة 1.9% في الخامسة والستين من العمر وما فوق.

### تعداد عام 2010
بلغ عدد سكان نورث هورنيل 778 نسمة بحسب تعداد عام 2010، وبلغ عدد الأسر 297 أسرة وعدد العائلات 182 عائلة مقيمة في القرية. في حين سجلت الكثافة السكانية 612.6 نسمة لكل كيلومتر مربع (1,586.6/ميل2). وبلغ عدد الوحدات السكنية 335 وحدة بمتوسط كثافة قدره 263.8 لكل كيلومتر مربع (683.2/ميل2).
وتوزع التركيب العرقي للقرية بنسبة 97.43% من البيض و0.13% من الأمريكيين الأصليين و0.64% من الأمريكيين ذوي الأصول الآسيوية و0.13% من الأعراق الأخرى و1.67% من عرقين مختلطين أو أكثر و2.19% من الهسبانيون أو اللاتينيون من أي عرق.
بلغ عدد الأسر 297 أسرة كانت نسبة 24.6% منها لديها أطفال تحت سن الثامنة عشر تعيش معهم، وبلغت نسبة الأزواج القاطنين مع بعضهم البعض 48.5% من أصل المجموع الكلي للأسر، ونسبة 7.7% من الأسر كان لديها معيلات من الإناث دون وجود شريك، بينما كانت نسبة 5.1% من الأسر لديها معيلون من الذكور دون وجود شريكة وكانت نسبة 38.7% من غير العائلات. تألفت نسبة 32.3% من أصل جميع الأسر من عدة أفراد يعيشون في نفس المنزل ونسبة 19.2% كانت تتألف من شخص يعيش بمفرده يبلغ من العمر 65 عاماً أو أكثر. وبلغ متوسط حجم الأسرة المعيشية 2.22، أما متوسط حجم العائلات فبلغ 2.82.
بلغ العمر الوسطي للسكان 54.7 عاماً. وكانت نسبة 17.1% من القاطنين تحت سن الثامنة عشر، وكانت نسبة 4.1% بين الثامنة عشر والرابعة والعشرين عاماً، ونسبة 17.5% كانت واقعةً في الفئة العمرية ما بين الخامسة والعشرين والرابعة والأربعين عاماً، ونسبة 27.9% كانت ما بين الخامسة والأربعين والرابعة والستين، ونسبة 33.4% كانت ضمن فئة الخامسة والستين عاماً فما فوق. وتوزع التركيب الجنسي للسكان بنسبة 43.3% ذكور و56.7% إناث.